# Tadeusz Łomnicki
Tadeusz Łomnicki (Lwów, Lengyelország, 1927. július 18. – Poznań, 1992. február 22.) kora egyik legjelentősebb lengyel színpadi és filmszínésze Lengyelországban. Leginkább vígjátékokhoz és drámákhoz köthető a neve, például Kordian szerepéhez, Juliusz Słowacki e címet viselő darabjában. Ezenkívül kiemelkedő professzora és igazgatója volt a Varsóban található Állami Színházi Iskolának.

## Pályafutása

### Korai évek
Tadeusz Łomnicki egy postai hivatalnok és egy tanár gyermekeként született 1927. július 18-án Podhajcéban. Miután elvégzett egy szakiskolát Dębicában, Krakkóba költözött, itt kezdett el dolgozni a vasútnál, majd hegedülni tanult. Itt élte meg a második világháborút, és harcolt a nácik ellen a Szare Szeregi (magyarul: Szürke Sereg) cserkészszervezet soraiban. 1945-ben egy – a Stary Teatr által létrehozott – színésziskolában vizsgázott le, a korszak egyik legrangosabb lengyel színházában. Miután mellékszereplőként debütált a színpadon a Stary Teatrban, rövidesen megjelent Slowacky krakkói színházában és a katowicei városi színházban. William Shakespeare Szentivánéji álmában Puck szerepéért kapott egy díjat a varsói Shakespeare Fesztiválon.

### A színészi pálya

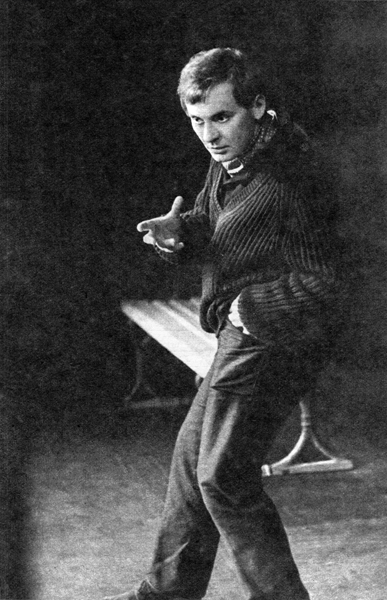
Tadeusz Łomnicki, lengyel színész 1966-ban

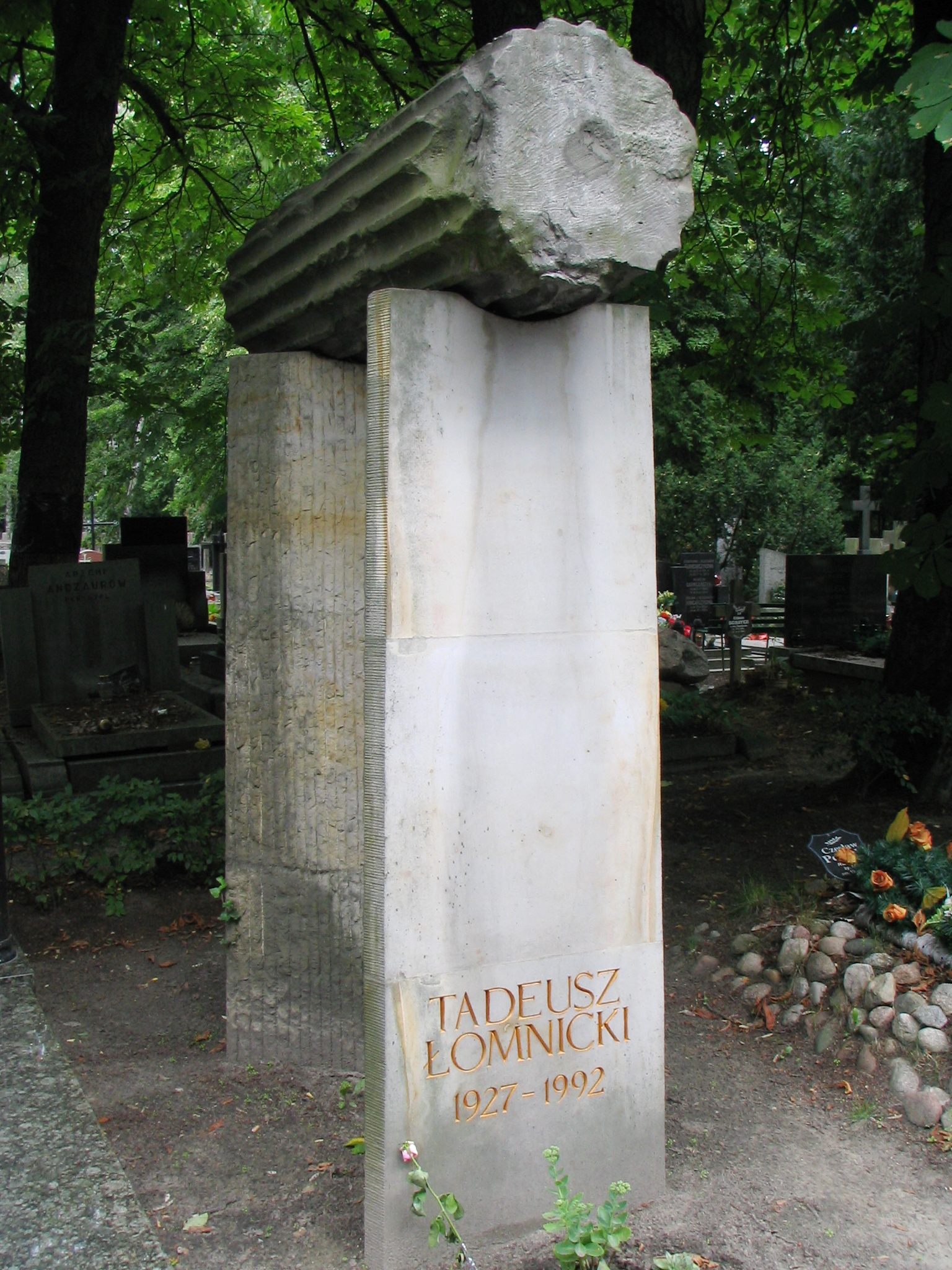
Sírja a Powązki temetőben Varsóban

1949-ben Varsóba költözött, ahol a Teatr Współczesny tagja lett, amely az egyik legjobb színház volt Lengyelországban akkortájt. Ezt a híres rendező, Erwin Axer vezette. Łomnicki ekkor kezdett el drámaíróként is dolgozni, két darabját be is mutatták Kielcében és Krakkóban. A Nemzeti Színház szintén alkalmazta őt Slowacky egyik darabjában, amiben Kordian szerepét játszotta el az ugyanezt a címet viselő műben. Ezzel a szereppel népszerűbb és híresebb lett. Fel is vették a Nemzeti Színház Akadémiájára (Akademia Teatralna) Varsóban, ahol 1956-ban végzett rendezői szakon. 1955-ben eljátszotta első főszerepét Andrzej Wajda A generáció című filmjében. Ez a film kétségkívül az első fő műve volt Wajdának, ami Łomnickinek is meghozta a sikert, akit ezentúl a Lengyel Színész Iskola egyik legjelentősebb színészének tartottak. A következő években szintén feltűnt néhány jelentősebb filmben, amelyet a Lengyel Színész Iskola mozgalom tagjai vettek filmre. Többek között szerepelt Wajda Ártatlan varázslók (1960) című művében, Andrzej Munk Hősiességében (1958), és Czesław Petelski Halottak raktára című alkotásában. 1969-ben leghíresebb filmjeiben, A kislovagban és az Özönvízben szerepelt (mindkét film Jerzy Hoffman alkotása), utóbbit 1974-ben Oscar-díjra jelöltek a Legjobb Külföldi Film kategóriában.
1974-ig a Teatr Współczesnyben játszott, és rendkívüli népszerűségre tett szert főszerepei révén: Iphigénia Párizsban, Bertolt Brecht Állítsátok meg Arturo Uit!, Aleksander Fredro Életfogytiglani börtön, Friedrich Dürrenmatt Végjáték (Edgar szerepében), Lev Tolsztoj A sötétség hatalma (Nyikita szerepében). 1970 és 1981 között a varsói alma mater igazgatója. Tevékenysége során újszerű, modern egyetemi előadásokat tartott, hogy megváltoztassa a színészi stílust, leginkább azért, hogy az hasonlítson a filmekhez. Ebben az időben lesz az alapítója és a vezetője saját színházának, a varsóin alapuló Teatr na Wolinak. Itt számos darabban megmutatkozott, mint például Goya szerepében Antonio Buero Vallejo Bírák az éjszakában című drámájában, Juliusz Słowacki Fantáziájának főszerepében és Salieri szerepében Peter Shaffer Amadeusában. Számos filmben is játszott, többek között Krzysztof Kieślowski Véletlen, Krzysztof Zanussi Szerződés, Andrzej Wajda A márványember című művében.

### Hanyatlása és halála

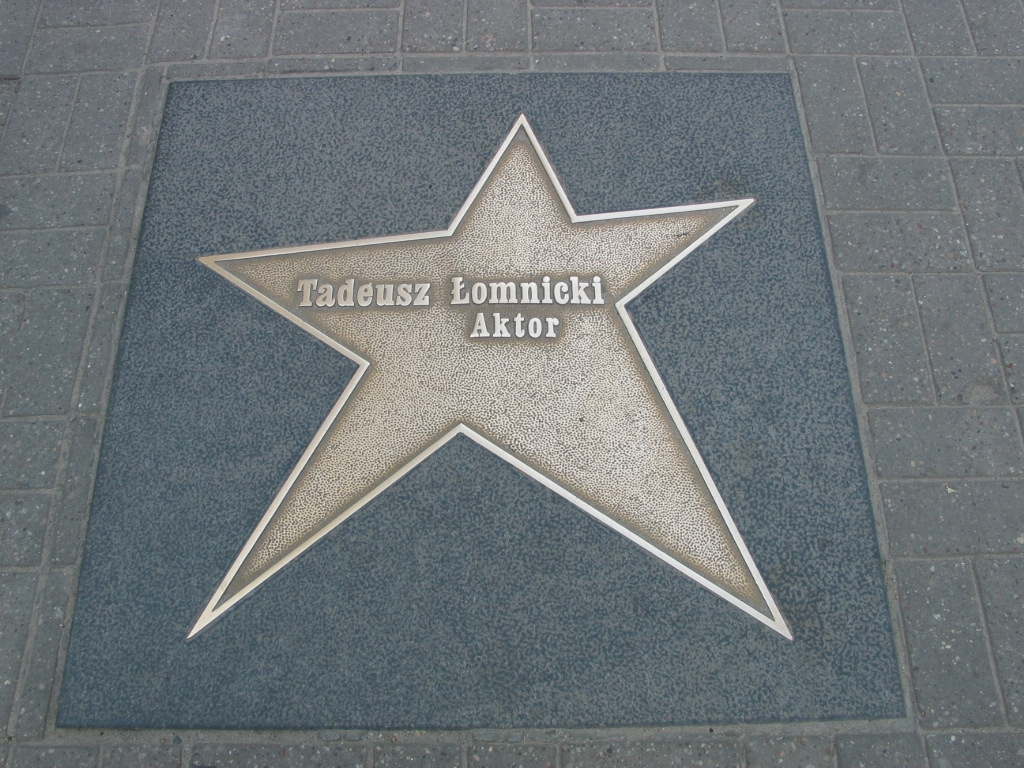
Tadeusz Łomnicki csillaga a Hírességek sétányán Łódźban

Łomnicki sikerei azonban kezdtek halványulni. Ez részben a lengyel kommunista pártban való részvétele miatt volt, amelyben aktívan tevékenykedett. Habár 1981-ben – a Lengyelországban bevezetett hadiállapot után – visszavonult minden posztjáról és lemondott párttagságáról, a hírneve sosem éledt újjá. Ezenkívül az 1980-as években komoly egészségügyi problémákkal küszködött, és csak mellékszerepekben tűnt fel majdnem mindegyik varsói színházban.
Végül felajánlották neki Shakespeare Lear királyának főszerepét. A nézők és a kritikusok már nagyon várták, hogy Łomnickit ismét főszerepben láthassák. A darab színpadra vitelét 1992. február 29-ére tervezték, de egy héttel előtte – február 22-én – Łomnicki hirtelen meghalt szívrohamban az egyik utolsó jelmezes főpróba közben a Teatr Novy színpadán.
Az utolsó szavai a Lear királyból hangzottak el: „Még él; ha el akarjátok fogni, futtában kell elfognotok. Uccu! Hajrá!” (Shakespeare: Lear király, negyedik fejezet, 6. szín)

## Híres filmjei[9]
- Tízparancsolat - „Hamis tanúságot ne szólj felebarátod ellen!” (1988) (tévéfilm) színész
- Véletlen (1982) színész
- Fel a kezekkel! (1981) színész
- A márványember (1977) színész
- Özönvíz (1974) színész
- A kislovag (147 perces moziverzió) (1969) színész
- A kislovag (1969) (tévéfilmsorozat) színész
- Sorompó (1966) színész
- Ártatlan varázslók (1960) színész
- A mi nemzedékünk (1955) színész